# Nacna
Nacna là một chi bướm đêm thuộc họ Noctuidae.